# メートル原器

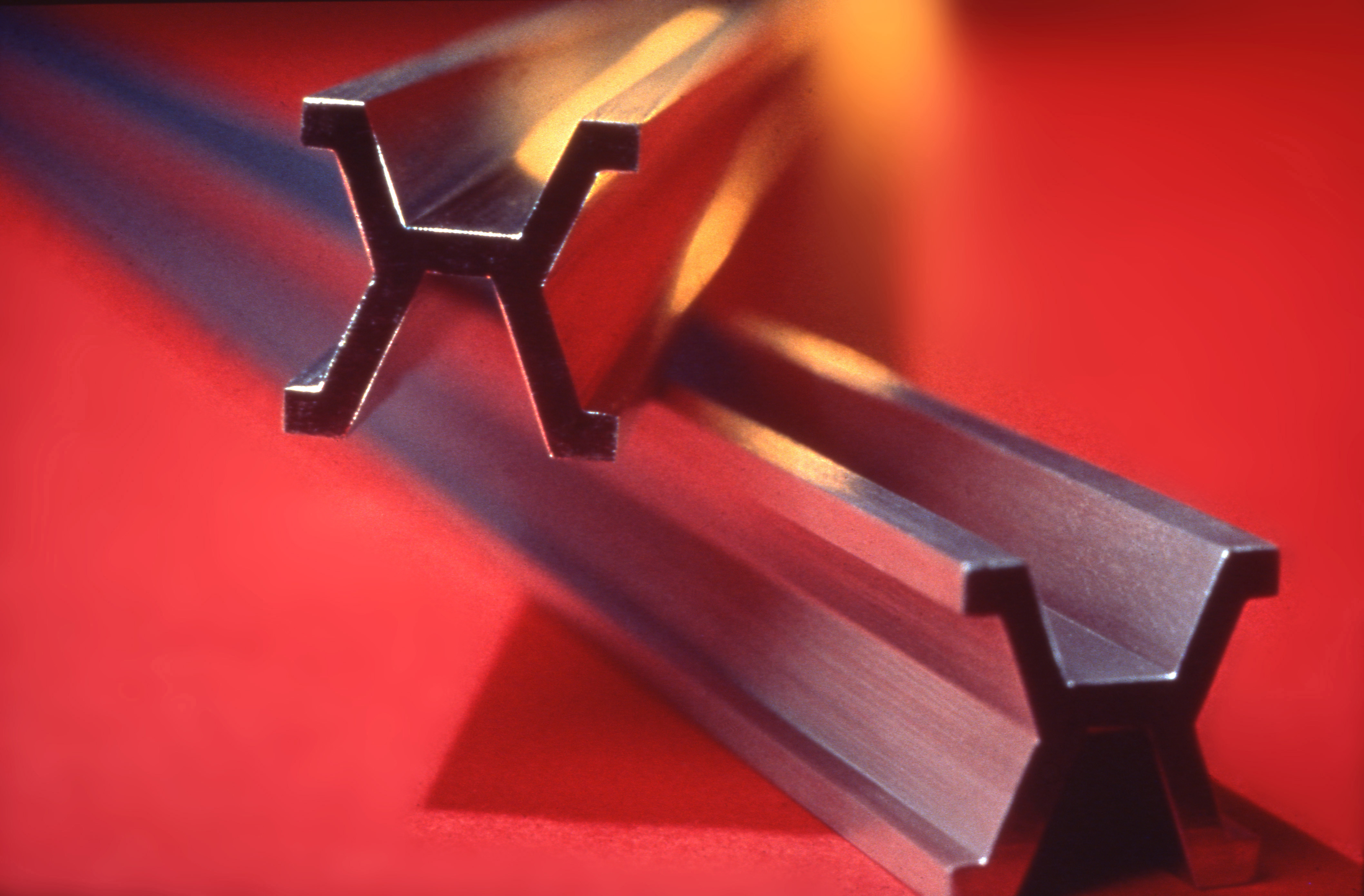
メートル原器

メートル原器（メートルげんき）とは、1960年まで1メートル（m）の基準として用いられた原器である。

## 概要
1879年、フランスで白金90%、イリジウム10%の合金で作られた。
メートル原器は、それ自体の長さではなく原器の両端付近に記されたそれぞれの目盛の距離が摂氏零度の時に1メートルとなるよう設定されている。国際原器はパリの国際度量衡局（現在はセーヴルに移転）に保存されている。
しかしあらゆる物質は経時変化を起こすので、1960年の第11回国際度量衡総会でメートル原器を長さの基準とすることをやめ、物理現象による長さの定義に改められた（1,650,763.73λKr。「ラムダクリプトン」と読み、クリプトン86元素が一定条件下で発する橙色の光の真空中の波長である。更に1983年には、光速の「299,792,458メートル毎秒」という定義値と、「秒」から導出される「299,792,458分の1光秒」が1メートル、となり、独立してメートルが定義されていた時代が終わった）。

## 日本国メートル原器
1885年日本がメートル条約に加入すると、1890年にフランスから「日本国メートル原器」（No.22）、「日本国キログラム原器」（No.6）が到着した。中央度量衡器検定所（現・産業技術総合研究所）で保管され、これを日本の長さの基準にした。このように1つの基準から、順番に測定値の保証をしていくことをトレーサビリティという。
日本のメートル原器は、1960年以降目盛の引きなおしがされ、現在は標準尺となっている。また日本では、旧度量衡法においては併用されていた「尺」の原器も製作されている。メートル原器がメートルの定義に使われなくなった後も、日本国メートル原器は産業技術総合研究所の計量標準総合センターで引き続き保管され、2012年には、尺原器などとともに重要文化財に指定された。